# Kolss Cycling Team/Saison 2010
Dieser Artikel listet Erfolge und Mannschaft des Radsportteams Kolss in der Saison 2010 auf.

## Erfolge in der Continental Tour
| Datum     | Rennen                          | Kat. | Fahrer             |
| --------- | ------------------------------- | ---- | ------------------ |
| 25. April | 4. Etappe Grand Prix of Adygeya | 2.2  | Mychajlo Kononenko |

## Mannschaft
| Name                | Geburtstag         | Nationalität | Team 2009                   |
| ------------------- | ------------------ | ------------ | --------------------------- |
| Ihor Bykow          | 9. Januar 1991     | Ukraine      | Neoprofi                    |
| Jewhen Filin        | 6. November 1990   | Ukraine      | Neoprofi                    |
| Olexandr Holowasch  | 21. September 1991 | Ukraine      | Neoprofi                    |
| Wolodymyr Homenjuk  | 3. Januar 1985     | Ukraine      | Neoprofi                    |
| Andrij Horkuscha    | 27. Januar 1990    | Ukraine      | Neoprofi                    |
| Wladyslaw Hryn      | 8. Oktober 1989    | Ukraine      | Danieli Cycling Team (2008) |
| Mychajlo Kononenko  | 30. Oktober 1987   | Ukraine      | Danieli Cycling Team (2008) |
| Dmytro Popow        | 23. Februar 1990   | Ukraine      | Neoprofi                    |
| Olexandr Prewar     | 28. Juni 1990      | Ukraine      | Neoprofi                    |
| Anatolij Sossnizkij | 4. September 1990  | Ukraine      | Neoprofi                    |
| Serhij Umnow        | 11. Juli 1989      | Ukraine      | Danieli Cycling Team (2008) |
| Andrij Wassyljuk    | 29. August 1987    | Ukraine      | Danieli Cycling Team (2008) |
| Jewhen Woroschyn    | 26. Mai 1991       | Ukraine      | Neoprofi                    |